# 三菱Colt 1000
三菱Colt 1000（日语：三菱・コルト1000）乃日本新三菱重工業（三菱汽車前身）及後來的三菱重工業在1963年至1970年間製造發售的五人座次緊湊型車，本條目一併記述改良型之Colt 1100、Colt 1200及Colt 1500等車款。

## 概要
1960年代初期日本國民所得收入增加，而且急速建造包含高速公路在內的道路網，於是新三菱重工業打算推出比三菱Colt 600更高一階的車款。這輛Colt 1000便是該公司第一台四門轎車，具備當時流行的既長又寬又低的「flat deck style」元素。主要負責設計製造的是三菱重工業集團的名古屋製作所及京都製作所，前者曾負責製造過國產化的三菱Jeep和三菱Silver Pigeon速克達。同集團以設計製造三輪卡車三菱Mizushima起家、位於岡山縣的水島製作所，他們所製造發售的三菱Colt 800卻是截然不同的車款，因為搭載的是兩衝程循環的引擎。先發的Colt 1000及後至的Colt 800並沒有技術上的關聯性，但近似的車種級別卻可能引發公司內部競爭，當時的三菱重工業竟允許水島和名古屋兩家工廠分散物力、人力資源進行雙重投資，暴露出該集團制度僵化的缺失。於是三菱重工業在1970年6月將汽車部門獨立成三菱汽車之前，不得不整頓汽車開發體制。
剛開始銷售的是Colt 1000，二年後為了填補和高級車款三菱Debonair之間的空缺而追加Colt 1500。後來提高引擎排氣量，過渡到Colt 1100。1968年5月復推出使用同一車身的Colt 1200/1500，後期甚至還出現該車款的熱銷車型「1500 Super Sports」。

## 歷史

### Colt 1000（A20系）
1963年 - 7月推出Colt 1000，搭載977c.c.直列四缸OHV KE43型引擎，搭配四速手排變速箱可輸出51ps / 6,000rpm的最大馬力及7.3kg・m / 3,800rpm的扭力峰值，極速可達125km/h。車身外觀委由出身於通用汽車、曾負責過高級車款三菱Debonair的奧地利籍汽車設計師漢斯·布里茨那（Hans Sebastian Bretzner）執行，採用當時流行的既長又寬又低的「flat deck style」元素。四門轎車車型第一次出現在該公司的產品線，除此之外還有使用於商業載貨用途的三門旅行車，特點是水平分隔的尾門及400公斤的最大荷重（當乘坐4名乘客時，最大荷重則變成200公斤）。根據日本當時的商用車法條規範，後座有鋼製後背，折疊後形成一塊平坦的載重地板。它的極速略低於四門轎車版，只有122km/h。
1965年 - 12月新增一具三速SCAT（Single-Coupling Automatic Transmission之縮寫）半自動排檔系統，但極速維持不變。

#### 運動賽事
這款車曾投入1964年5月於鈴鹿賽道舉辦的第2屆日本汽車錦標賽的房車T-III組，加藤爽平、橫山徹、石津祐介、田中八郎等4位賽車手包辦該組前4名。

### Colt 1100（A21系）
1966年 - 9月原廠以Colt 1100取代舊款，動力心臟換成1,088c.c.直列四缸OHV KE44型引擎，可搾出最大馬力58ps / 6,000rpm，極速可達135km/h。外觀上稍有差異，主要在於下半部沒有凹陷的進氣壩格柵，較為凸出的保險桿使得車長增加了35mm，但不知何故車重減少了40公斤。

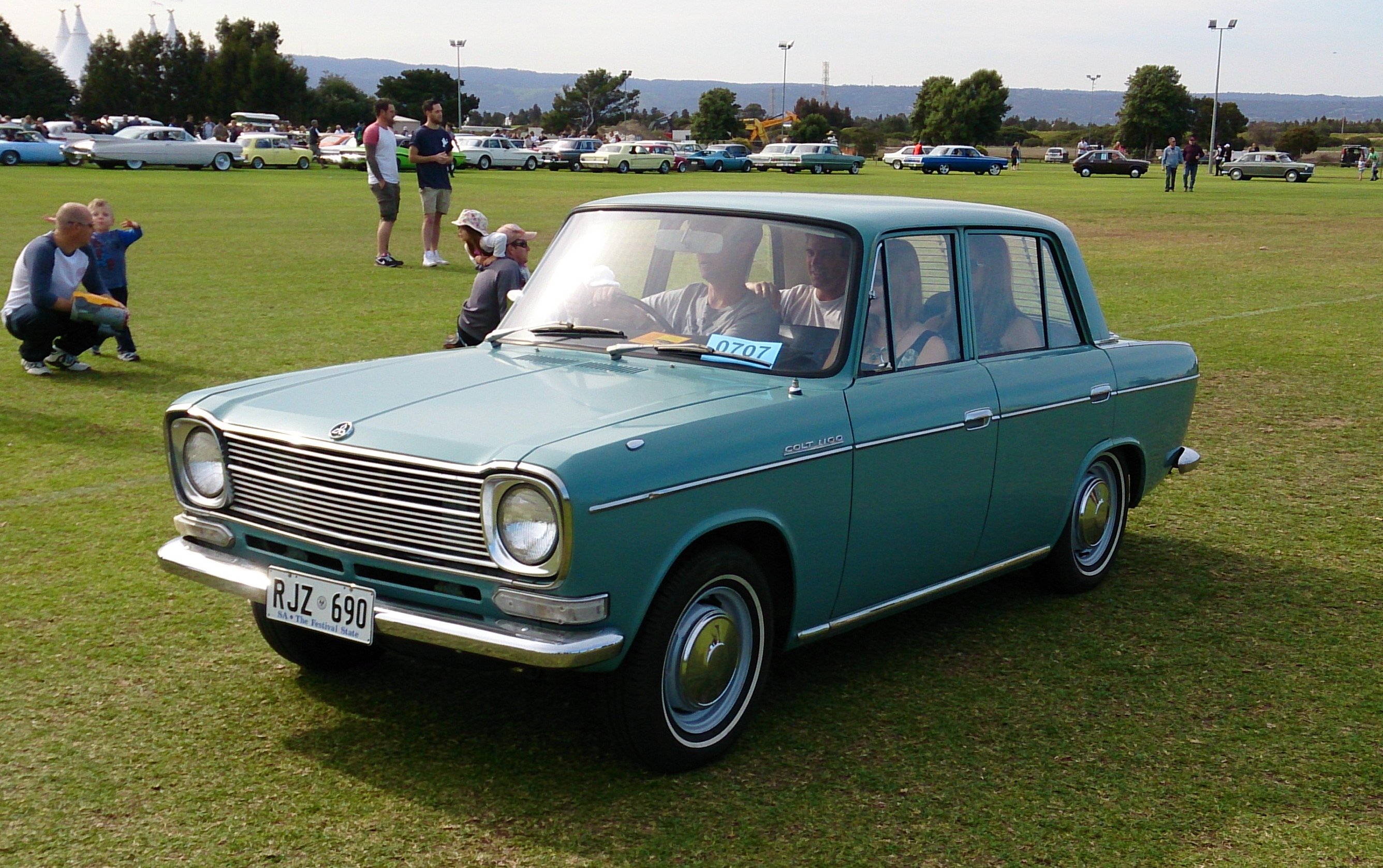
車頭
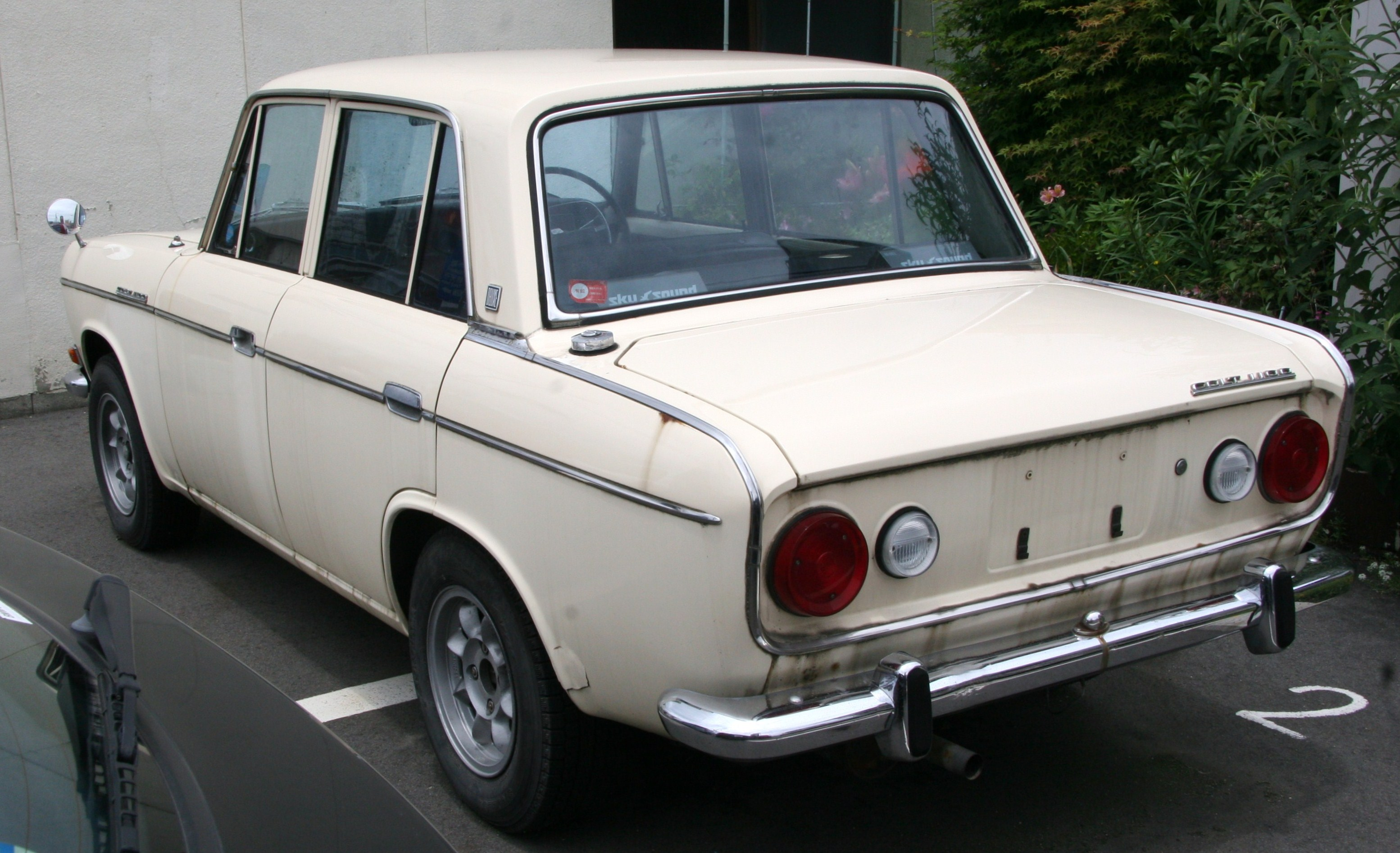
車尾

### Colt 1200（A23系）
1968年 - 5月實施小改款，動力來源更換成1.2L直列四缸OHV KE46型引擎，可輸出最大馬力62ps / 6,000rpm、最大扭力9.6kg⋅m / 3,800rpm，最高時速140km/h。四門轎車車型改成方形頭燈，寬而細長的尾燈則取代早期的圓燈。Colt 1200的車身和Colt 1500相同，於是軸距來到2,350mm。其價格略有調漲，但Colt 1500則維持不變。轎車分成兩門或四門，旅行車則一樣是三門。同年10月增加一款比較罕見的五門旅行車，具有更豪華的配備。
同年12月馬來西亞合發公司（Cycle & Carriage Co. Ltd.，今屬怡和合發旗下）於柔佛州新山縣淡杯的工廠開始組裝生產。透過中央信託局的進口配售，臺灣順益關係企業也曾引進了一批左駕版的三菱Colt 1000進入當地市場。
1969年 - 12月隨著Colt Galant新車上市，Colt 1200的銷售逐漸遲滯，直到翌年11月停止販售。

### Colt 1500（A25/A27系）
1965年 - 10月發行放大版的Colt 1500，動力心臟1.5L直列四缸OHV KE45型引擎乃是以三菱Debonair的直列六缸KE64型為基礎而擴缸，可輸出70ps / 6,000rpm的最大馬力。車頭配置4顆圓形頭燈，軸距延長65mm而達到2,350mm。
1966年 - 12月推出「Super Sports」車型，進氣格柵為黑色，制動系統首度採用前輪碟煞。
1968年 - 5月實施小改款，和Colt 1200一樣改成方形大燈，且售價不變。新增二門轎車的版本，後窗可以滑動。另外停止採用三速SCAT（Single-Coupling Automatic Transmission之縮寫）半自動變速箱，改用3+OT變速箱。8月新增馬力高達85ps的Super Sports車型，在拉力賽中廣受歡迎。

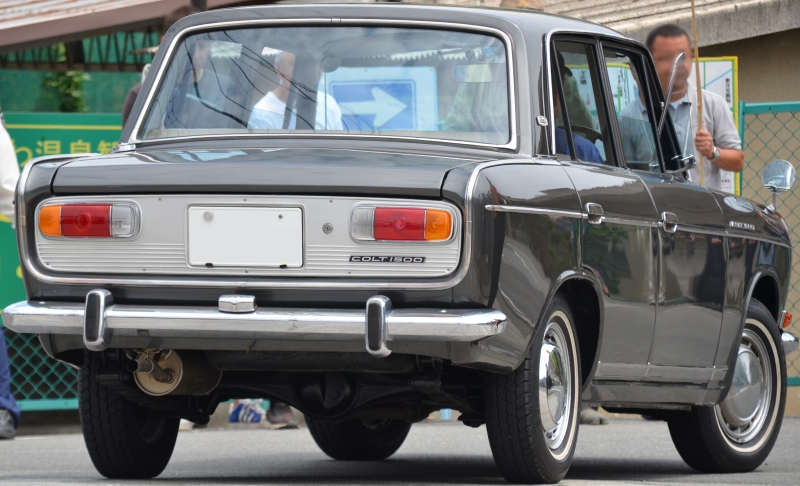
車尾

## 外部連結
- （日語）名車文化研究所：三菱コルト1000 （页面存档备份，存于）
- （日語）Nosweb：日本初のファストバックスタイルは三菱の水島製作所が作ったこの車｜1968年式 三菱 コルト1000F 2ドアDX　Vol.1 （页面存档备份，存于）
- （日語）Nosweb：当時の国産車には無かった大胆なデザインで注目を集めたコルトのスポーティーなモデル｜1968年式 三菱 コルト1000F 2ドアDX　Vol.2 （页面存档备份，存于）